# 李乾德 (崇禎進士)
李乾德（？—1651年），號雨然，四川西充縣（今四川省南充市西充縣）人。明朝末年政治人物，崇禎時官至湖南巡撫。永曆時，擢兵部侍郎，巡撫川南。兵敗自殺。

## 生平
天啓七年（1627年）丁卯科舉人，崇禎四年（1631年）辛未科進士。户部观政，六年授中书舍人，九年顺天府同考。十二年考选，授工部都水司主事，调兵部车驾司主事，再调职方司，十三年升职方司员外郎。崇禎十六年（1643年）。以都察院僉都御史巡撫鄖陽，未赴，即改巡撫湖廣。當時正值張獻忠肆虐湖廣，武昌已陷。李乾德連丟岳州、長沙、衡州、永州，直到張獻忠轉戰四川，李乾德放收復失地，因此貶官，前往督師王應熊軍前效力。
永曆帝即位後，擢乾德為兵部侍郎，巡撫川南。乾德入蜀，其故鄉已陷，父親亦遇難，李乾德說服將領袁韜攻佛圖關，收復重慶，又據嘉定。永历四年（1650），加太子太师、兵部尚书。孫可望部劉文秀自雲南至，擒袁韜，陷嘉定，李乾德與家人及其弟御史李升德，一同赴水自殺。《明史》有傳。